# 哀愁のアンティーク
『哀愁のアンティーク』はムックのアルバム。2012年8月22日発売。発売元はデンジャークルー・レコード。

## 概要
- インディーズ時代にリリースされたデモテープ『愁歌』、ミニアルバム『アンティーク』、『哀愁』に収録された楽曲をまとめ、リマスタリングしたもの。ボーナストラックとして「アカ」のデモ音源ver.も収録されている。
- 2012年6月9日に幕張メッセで行われた「15th Anniversary Live MUCC vs ムック vs MUCC」の会場で先行販売された。

## 収録曲
編曲はすべて雅（ミヤ）が担当。
1. 赤い音
（曲:雅）
  - 『アンティーク』収録曲。
2. アカ
（詞・曲:雅）
  - 『アンティーク』収録曲。
3. オルゴォル
（詞・曲:雅）
  - 『アンティーク』収録曲。
4. 翼を下さい
（詞:TATTOO/曲:雅）
  - 『哀愁』収録曲。
5. 4月のレンゲ草
（詞:逹瑯/曲:雅）
  - 『アンティーク』収録曲。
6. 焼け跡
（詞・曲:雅）
  - 『アンティーク』収録曲。
7. 花
（詞・曲:雅）
8. 狂想曲
（詞:TATTOO/曲:雅）
  - 『哀愁』収録曲。
9. ワルツ
（詞:TATTOO/曲:雅）
  - デモテープ『愁歌』収録曲。本作において、前任のベーシストHIROが関わっている唯一の曲。
10. あやとり
（詞・曲:雅）
  - 『哀愁』収録曲。
11. 九日
（詞:逹瑯/曲:逹瑯、雅）
  - 『アンティーク』収録曲。ゲストボーカルに犬神サアカス團の犬神凶子が参加。
12. ジレンマ
（詞・曲:雅）
  - 『哀愁』収録曲。
13. ロバートのテーマ
（詞:ロバート）
  - 『哀愁』収録曲。

### ボーナストラック
1. 九日-四畳半ver.-
（詞:逹瑯/曲:逹瑯、雅）
2. アカ-DEMO ver.-
（詞・曲:雅）
3. 狂想曲 -カンフーver.-(隠しトラック)